# 霊幻道士Q 大蛇道士の出現!
『霊幻道士Q 大蛇道士の出現!』（れいげんどうし きゅう だいじゃどうしのしゅつげん!、原題：新殭屍先生2、英題：Meet Mr. Vampire、Mr.Zombie2）は2018年公開の中国のアクション・ホラー・コメディ映画。『霊幻道士7 ラストアクションキョンシー』の正式な続編で、霊幻道士1〜4・7作目で監督だったリッキー・リュウが再び監督を務め、1・5・7作目でラム・チェンインの弟子役だったチン・シュウホウがその遺志を受け継ぎ道士役を演じる。
2018年1月5日から、中国の動画配信サイト愛奇芸（iQiyi、アイチーイー）で配信された。日本では、のむコレ2018で公開された。

## ストーリー
最近街に妖艶な女の姿に化けた蛇の妖怪が出没し、男達を惑わしてはその生気を吸い取っていた。ハオ道士は、弟子のチュウサムとモンチョイと共にこの妖怪を退治する。
ある日、街に買い出しに出かけたチュウサムとモンチョイは、美しい娘ティエンを見つけてちょっかいを出すが、逆に術で返り討ちに合う。怒った2人が仕返しをすると、別の女性が現れ、鮮やかな体術で2人を圧倒する。その女性はシャム（タイ王国の旧名）から帰国したハオ道士の妹弟子で、相思相愛の恋人ロンだった。
その夜、義荘に安置する死体が妖しい太鼓の音で動き出したが、ハオ道士達は何とか死体を鎮めることに成功する。しかし、死体の運搬を託した道長が老齢の男に襲われ、毒矢で殺害されてしまい、死体を奪われてしまう。その手口から、犯人は邪悪な呪術を操るシャムの降頭師・大蛇道士たちの仕業だとロンは言う。ロンは大師匠と共にシャムにいた頃、師の名声を妬んだ禿頭の大蛇道士がティエンの父に悪霊を憑依させた。大師匠は悪霊を追い出したものの、その間隙を大蛇道士に突かれ毒矢によって命を落とした。ティエンの父もそのまま死亡。怒り狂ったロンは毒矢を投げ返して大蛇道士を仕留めた。このことからロンは怨みを買っていた。
一方、警察署長のビャオ達が署に運んだ道長の遺体を確認しに行くと、死んだはずの道長が突然起き上がり、ビャオ達を襲い出した。そこにハオ道士とチュウサムが到着し、八卦鏡（羅経鏡）と桃木剣で道長を倒す。大蛇道士のリーダー格がロンをあぶり出すため、道長の体内の毒虫を操って騒ぎを起こした。道長の遺体は火葬にされ、ハオは同じ道を歩む者の務めとして必ず仇討ちを果たすことを誓った。
後日、ハオはロンの嘘に騙されて告白の言葉を引き出させられる。それを聞いて舞い上がったロンに手を引かれ、ハオは徹夜で熱い夜を過ごした。だがその翌日、大蛇道士たちは次の手を打って来ていた。買い物に出かけたティエンが誘拐されてしまった。呼び出しに応じたロンは一人ティエンを助けに行くが、不意を突かれ、老齢の大蛇道士が放った毒矢に倒れてしまう。だがハオたちが駆けつけたため解毒され一命をとりとめた。
暗殺が失敗すると大蛇道士たちは、奪った死体を五毒の呪力でキョンシー化させ、ハオ道士の屋敷を襲撃させる。ハオ道士は、キョンシー達を操る老齢の大蛇道士と遠隔攻撃の術（隔空斗）で対決。一方、悪霊に取り憑かれてしまったロンとティエンに対し、チュウサムとモンチョイは自らの体に神を召喚して戦う。マヌケな戦い方ながらも2人を圧倒して動きを止め、悪霊を追い出すことに成功する。ハオも老齢の大蛇道士を倒し、道長の仇討ちを果たした。
その後、ティエンの透視をヒントに3人目の大蛇道士の居場所へと乗り込み決戦となる。大蛇道士は自らの体に悪霊を取りつかせ怪物となって襲い掛かる。ハオも圧倒する力を見せたが、師弟3人の手によって動きを封じられ、そこをロンによって弱点である臍を貫かれたことで倒された。
後日、大蛇道士たちが隠れ蓑に使っていた店舗の捜索が行われた。ロンが見つけた写真には、「4人」の男の姿が写されていた。禿頭の大蛇道士と今回の事件を起こした2人の大蛇道士は仲間だった。ロンは一連の事件が逆恨みによる復讐劇だったことを確信する。
こうして事件は無事解決し、5人は和気藹々と街に出かけた。だが、その後ろ姿を憎悪を込めて見つめる者がいた。彼こそがあの写真に写っていた4人目の男であった。嫉妬心から始まった逆恨みによる復讐劇は、まだ幕を閉じていないのであった。

## キャスト
| 役名               | 俳優                         | 日本語吹替 |
| ------------------ | ---------------------------- | ---------- |
| ハオ道士（豪哥）   | チン・シュウホウ（錢小豪）   | 塩屋翼     |
| チュウサム（秋生） | シュ・ユアンハオ（徐沅澔）   | 河本啓佑   |
| モンチョイ（文才） | シェ・ユンシャン（謝昀杉）   | 後藤光祐   |
| ロン（黃蓉）       | ホン・ユエン（洪源）         | 榊原奈緒子 |
| ティエン（阿點）   | ツォン・ユーリエン（曾錡蓮） | 山岡ゆり   |
| 大蛇道士（乃扎倫） | ユエン・ボー（元寶）         | 西村健志   |
| ビャオ（彪哥）     | 閻嘯                         | 前田雄     |
| 蛇の妖怪（妖女）   | ディン・ヤオ（丁瑤）         | 尾川楓     |
| 道長（趕屍道長）   | 蘇正付                       |            |
| 大師匠（黃蓉師傅） | 郭力                         | 松尾一心   |
| チョウ（周公子）   | 孫濤                         |            |
| チュウ（老邱）     | 李向陽                       |            |

## スタッフ
- 監督：リッキー・リュウ（劉觀偉）
- 製作総指揮：尹興良
- 製作：チャン・ジュン（張軍）、王譽詞
- 脚本：モー・ワンジュン（莫婉君）
- 脚本企画：フー・グゥェイ（富貴）
- アクション監督：ユエン・ボー（元寶）
- 撮影：ジャン・ウェンジー（張文杰）
- 撮影記録：イーサン（梁山）
- 製作：ニュー・スタジオ・メディア・グループ

日本語版スタッフ
- 字幕翻訳：小路真由子
- 吹替翻訳：須田知喜